# Césaire Phisalix
Césaire Phisalix (Mouthier-Haute-Pierre, 8 ottobre 1852 – Mouthier-Haute-Pierre, 16 marzo 1906) è stato un fisico e biologo francese candidato al Premio Nobel per la medicina per una volta senza vincerlo.
Era il marito di Marie Picot Phisalix, un'esperta di veleni e animali velenosi.

## Biografia
Studiò scienze al collegio cattolico di Besançon e medicina a Parigi conseguendo il dottorato in medicina nel 1877. Successivamente proseguì gli studi alla scuola militare di Val de Grâce con Alphonse Laveran, vincitore del Premio Nobel per la fisiologia e la medicina nel 1907. Nel 1886 fu nominato professore aggiunto di zoologia presso la scuola di medicina e farmacia di Besançon e nel 1888 fu nominato direttore dei lavori di zoologia presso la facoltà di Besançon. Poco dopo ritornò a Parigi dove prestò servizio come docente al Museo nazionale di storia naturale di Francia.
Nel 1894, con il biochimico Gabriel Bertrand, sviluppò un antidoto per il trattamento contro i morsi di serpente. Per le sue ricerche sul veleno e sugli animali velenosi gli fu assegnato il "Prix Bréant" nel 1898